# Alteckendorf
Alteckendorf ist eine französische Gemeinde mit 858 Einwohnern (Stand 1. Januar 2021) im Kanton Bouxwiller im Département Bas-Rhin in der Region Grand Est (bis 2015 Elsass). Am 1. Januar 2015 wechselte Alteckendorf vom Arrondissement Strasbourg-Campagne zum Arrondissement Saverne.

## Geographie
Das Straßendorf liegt im Unterelsass im Bereich der Oberrheinischen Tiefebene, etwa dreißig Kilometer nordnordwestlich von Straßburg, und ist von kleinen Erhebungen wie dem Koppenberg (256 m. ü. M.), dem Englischberg (288 m. ü. M.) und dem Schyrberg (250 m. ü. M.) umgeben. Der Ort ist historisch aus zwei Dörfern entstanden: Altdorf und Eckendorf.

## Geschichte
Die beiden Dörfer gehörten früher zum Amt Pfaffenhofen der Herrschaft Lichtenberg, später der Grafschaft Hanau-Lichtenberg im Heiligen Römischen Reich. Im Jahr 1680 wurde die Ortschaft zusammen mit der Herrschaft im Rahmen der Reunionspolitik Ludwigs XIV. vom Königreich Frankreich annektiert.
Bei der Verwaltung beider Dörfer bildete sich schon seit dem Spätmittelalter sowohl kirchlich als auch weltlich eine enge Zusammenarbeit heraus. Die offizielle Fusion fand aber erst 1777 statt. (Zur Geschichte der beiden Teil-Dörfer siehe jeweils dort.)
Durch den Frankfurter Frieden vom 10. Mai 1871 kam das Gebiet an das deutsche Reichsland Elsaß-Lothringen, und das Dorf wurde dem Landkreis Straßburg im Bezirk Unterelsass zugeordnet. Nach dem Ersten Weltkrieg musste die Region aufgrund der Bestimmungen des Versailler Vertrags 1919 an Frankreich abgetreten werden. Im Zweiten Weltkrieg war das Gebiet von der deutschen Wehrmacht besetzt, und das Dorf stand bis 1944 unter deutscher Verwaltung.

### Bevölkerungsentwicklung
| 1962 | 1968 | 1975 | 1982 | 1990 | 1999 | 2008 | 2017 | 2021 |
| ---- | ---- | ---- | ---- | ---- | ---- | ---- | ---- | ---- |
| 619  | 618  | 648  | 661  | 705  | 746  | 737  | 868  | 858  |

## Sehenswürdigkeiten

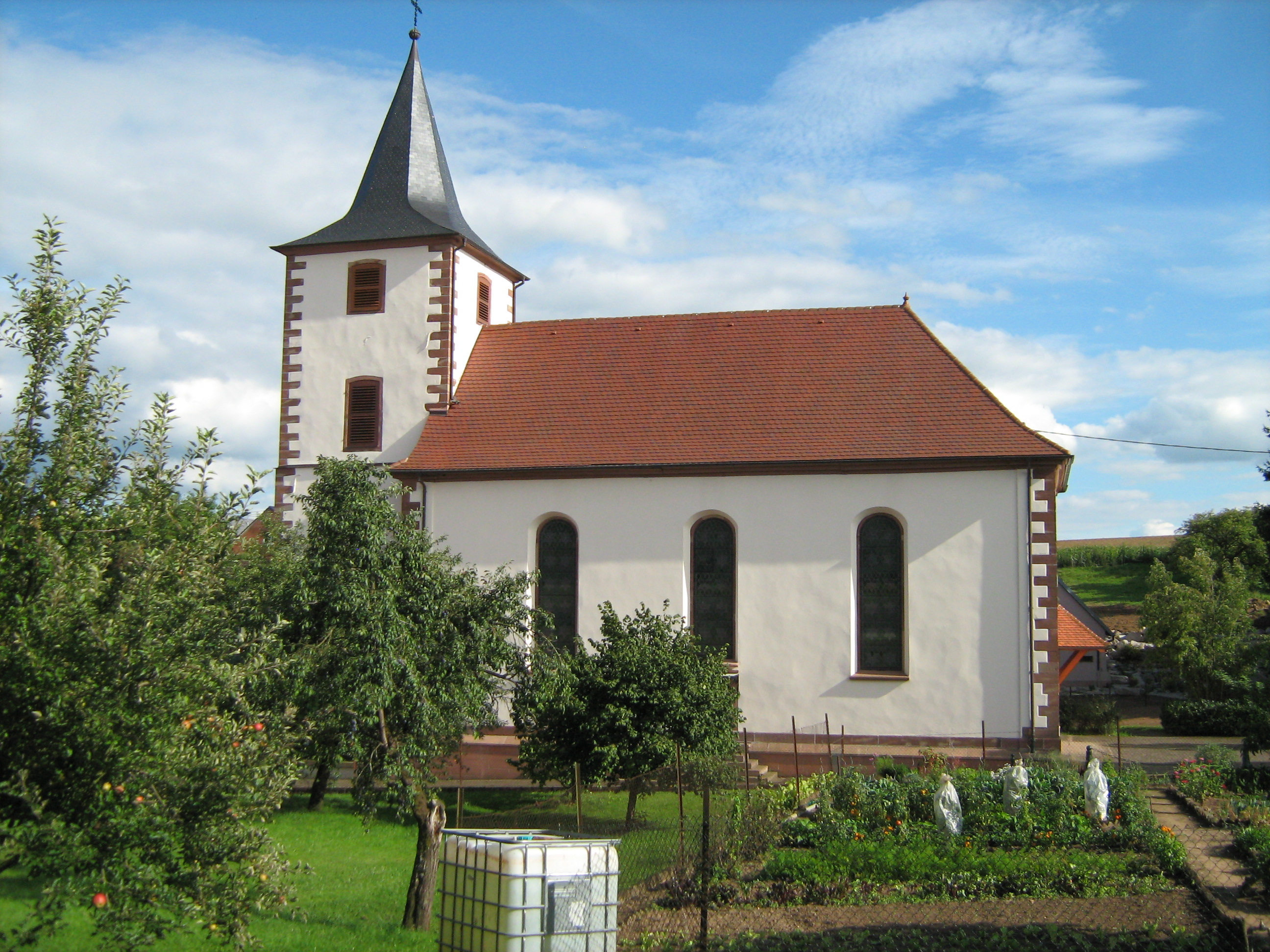
Kirche in Altdorf

- Lutherische Kirche Saint Arbogast mit einem Fresko über Jesus von Nazareth aus dem 14. Jahrhundert.
- Die lutherische Kirche in Altdorf wurde 1775 unter Einbeziehung des Chorturms der Vorgängerkirche neu errichtet.[4]
- Ein Fresko aus dem Jahr 1776 an der Rue principale stellt den Baron Franz de Trenck dar.

## Wirtschaft und Infrastruktur
Alteckendorf verfügt über einen eigenen Bahnhof an der Bahnstrecke Mommenheim–Sarreguemines der SNCF und ist durch Nebenstraßen an das Verkehrsnetz angeschlossen. Das Gebiet außerhalb des Dorfkerns wird vorwiegend landwirtschaftlich genutzt.

## Persönlichkeiten
- Timotheus Wilhelm Röhrich (1802–1860), evangelischer Geistlicher und Kirchenhistoriker, wurde hier geboren.